# 卡利斯托

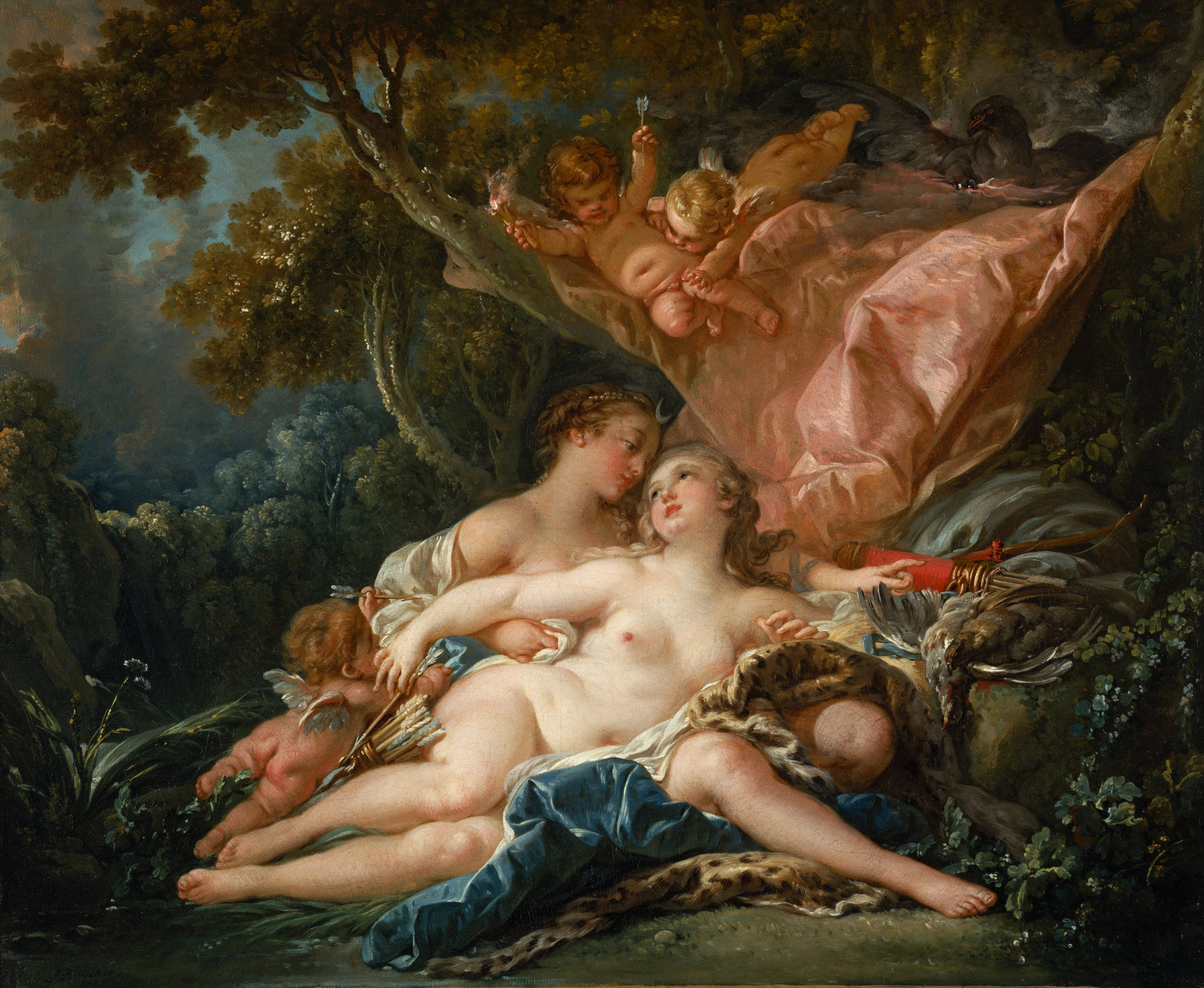
《朱庇特化身戴安娜色誘卡里斯托》，弗朗索瓦·布歇於1759年繪製

希腊神话中卡利斯托（希臘語：Καλλιστώ；羅馬化：Kallisto）或譯凱莉絲特，是位宙斯心爱的女神，她本來是一位非常美麗的女性，一說是阿卡迪亚的莱卡翁王所生的女兒，另一版本則是狩獵與月神阿蒂蜜絲的隨從仙女。
卡利斯托愛好打獵，有一天在樹林中，宙斯化身成阿蒂蜜絲來迷惑她，結果她就懷孕，生下一個男孩叫阿卡斯，由此觸怒了擅妒的宙斯的正妻赫拉并被变为棕熊。
后来因為長大之後的阿卡斯在樹林中遇到變成熊的卡利斯托打算將她殺死，為了避免悲劇宙斯将她送到天空中，成为大熊座。

## 卫星
英语里Callisto也指木星（英語名即是宙斯的羅馬名朱庇特）最亮的四颗卫星之一木卫四，是距木星第六远的卫星。最初为伽利略所发现属于伽利略卫星之一，它是最大的幾顆行星卫星，幾乎相等於水星的大小。